# Едзиев, Сосланбек Микаилович

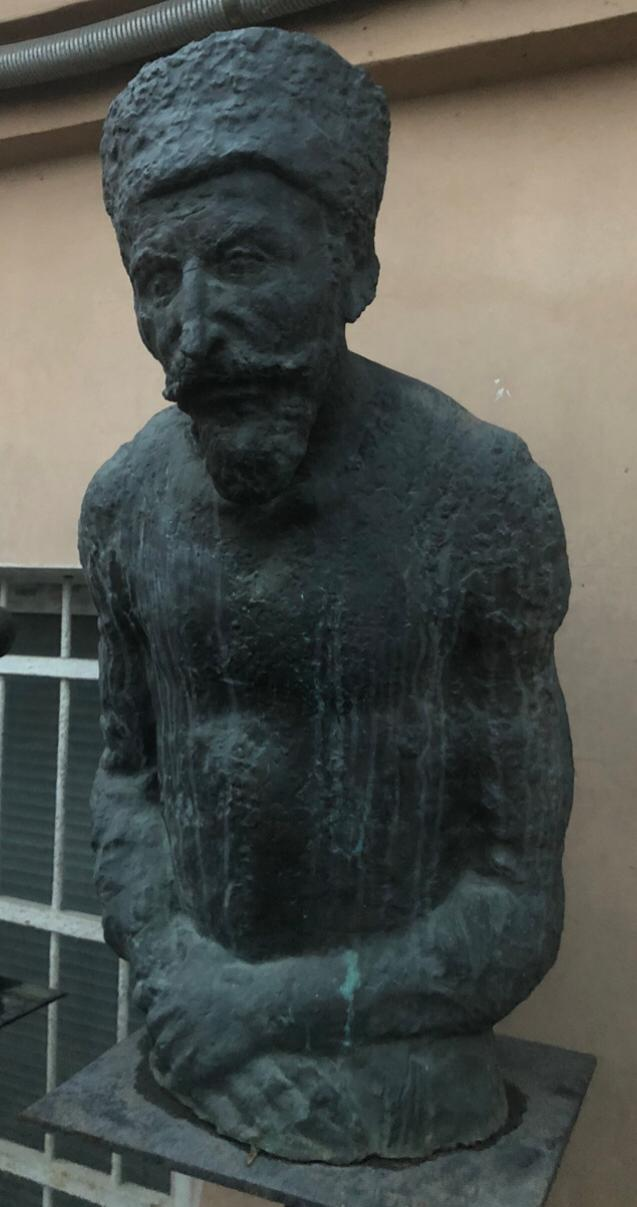
Сосланбек Едзиев. Скульптор Владимир Соскиев

Сосланбе́к Миха́йлович Е́дзиев (осет. Едзиты Михалы фырт Сослӕнбег; 1865—1953) — осетинский советский скульптор, один из значимых представителей наивного искусства, основоположник осетинской школы скульптуры. Заслуженный деятель искусств Северо-Осетинской АССР.

## Биография

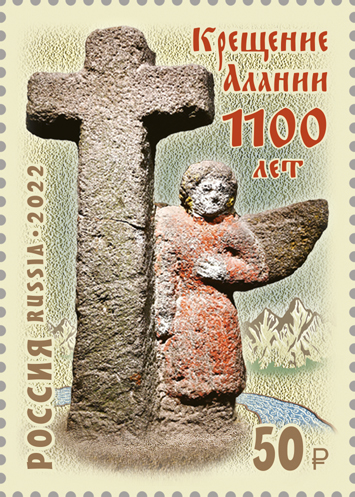
"Скорбящий ангел" на марке 1100 лет Крещения Алании

Сосланбек Едзиев родился в отдалённом горном селении Ход в 1865 году, отец его был каменщиком. Жители селения часто обращались к его отцу с просьбой вырубить что-нибудь из камня. Ребёнком научился грамоте, юношей уехал в селение Садон. Здесь он в течение продолжительного времени работал каменщиком и штукатуром, в свободное от работы время выполнял заказы сельчан, украшал дома монументальными вставками, создавал традиционные надгробные стелы (цырты). Осетины как правило просили запечатлеть на надгробиях мужчин в боевых доспехах, а женщин — в окружении бытовых вещей. Постепенно он стал известным в округе мастером.
Со временем Сосланбек Едзиев стал создавать человеческие фигуры. По мере того как он начал изображать человеческие формы, в нем развивается искусство художника-пластика. Вначале это были плоские рельефы, которые со временем становились более выпуклыми, постепенно выходя из плоскости камня. По мнению искусствоведа Л.В. Андреевой, подобно художникам древности и эпохи Возрождения, таким как Микеланждело, Едзиев стремился сохранить саму природу камня и его форму. «Едзиев вытаскивает из камня форму человеческого тела, почти как Микеланджело».
Одна из значимых скульптур — «Скорбящий ангел». Скульптура является символом христианства,  олицетворяет собой духовность, а крылья ангела символизируют защиту и полноту жизни.
В декабре 2016 года в московском Музее современного искусства по инициативе скульптора Владимира Соскиева открылась совместная выставка картин Пиросмани и скульптур Едзиева «Параллель двух легенд». Нико Пиросмани и Сосланбек Едзиев будучи современниками, не были знакомы. «Оба самоучки, оба самородки. Обоих можно отнести к представителям наивного искусства, которое оба художника переросли. Оба оказали огромное влияние на развитие искусства  начала XX века»—отмечает член-корреспондент Российской академии художеств Людмила Андреева.
По мнению академика Российской Академии художеств В. Соскиева, художники уровня Едзиева нечасто встречаются в истории мировой культуры.